# مسابقه (فیلم ۲۰۰۸)
مسابقه (انگلیسی: Race) یک فیلم هندی به کارگردانی عباس-موستان است که در سال ۲۰۰۸ منتشر شد. از بازیگران آن می‌توان به سیف علی خان، کاترینا کایف، آنیل کاپور، سمیرا ردی و گورپریت گوگی اشاره کرد.
ادامه این فیلم با نام مسابقه ۲ در سال ۲۰۱۳ ساخته شد، همچنین قسمت سوم این فیلم با نام مسابقه ۳ در سال ۲۰۱۸ اکران شد.
خلاصه : دوبرادر که ناتنی هستند و یکی از برادران (آکشی خانا) نقشه قتل و به دست آوردن ثروت برادر دیگر را می کشد ، در حالی که برادر دیگر (سیف علی خان) همیشه پیشتوان و حامی او بوده است و ... •